# Анђео с грешком
Анђео с грешком је други албум вировитичке рок групе Ватра који је објавила дискографска кућа Далас рекордс 2002. године.
Продуцент је грешком избрисао комплетан други албум након што је потпуно завршен. Због тога су морали поново да га сниме. Овај албум донео им је награду Црни мачак.
Албум садржи тринаест песама. Песма „Путујем” објављена је као први сингл, а уз спот за ту песму снимљени су и спотови за песме „Сунце”, „Срце”, „Желим бити ти” и „Дно од суза”.

## Песме
1. „Хладан” (3:20)
2. „Сунце” (2:38)
3. „Путујем” (3:36)
4. „Желим бити ти” (4:00)
5. „Између нас” (2:24)
6. „Чувам те” (3:23)
7. „Дно од суза” (4:51)
8. „Реинкарнација” (0:25)
9. „Срце” (3:48)
10. „Ако мораш” (3:06)
11. „Ти као љубав” (3:41)
12. „Све док небо не постане море” (4:11)
13. „Далеко је рај” (4:11)

## Извођачи
- Иван Дечак — вокал, ритам гитара
- Крунослав Ивковић — електрична гитара, акустична гитара
- Борис Гудин — бас-гитара
- Ирена Целио — клавијатуре, пратећи вокали
- Марио Роберт Касумовић — бубњеви